# 파이러트브라우저
파이러트브라우저(PirateBrowser)는 파이러트베이가 인터넷 검열을 우회하기 위해 사용한 윈도우 전용 인터넷 브라우저이다.
2013년 8월 10일 파이러트베이 10주년에 출시되었다. Team-LiL의 Pirate Tor Browser는 비슷한 기능을 언급하고 있다.